# Struga Nartska
Struga Nartska – wieś w Chorwacji, w żupanii zagrzebskiej, w gminie Rugvica. W 2011 roku liczyła 551 mieszkańców.